# Chapbook

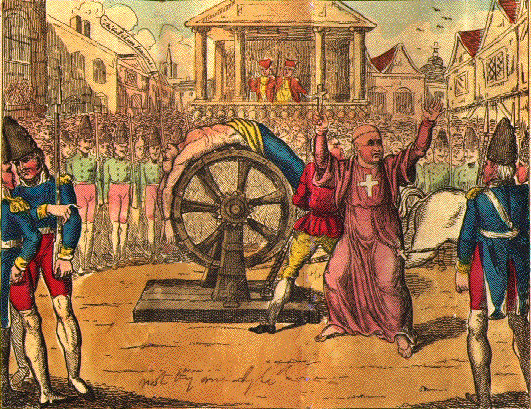
Frontispício do chapbook O extraordinário destino trágico de Calas de Voltaire, mostrando um homem sendo torturado em uma roda, do final do século XVIII.

O chapbook é um tipo de literatura popular impressa no início da Europa moderna, de que é exemplo em Portugal ou no Brasil a literatura de cordel. Chapbook é um termo genérico em inglês para uma primeira forma da chamada literatura popular, composta de papel impresso barato, que foi comercializada e disseminada do século XVI até a segunda metade do século XIX. Sua definição é bastante imprecisa e difícil. Produzido de forma barata, os chapbooks eram geralmente pequenos, com capas em papel, e impressos em uma única folha de papel dobrada em livros de 8, 12, 16 e 24 páginas. Eles foram, muitas vezes, ornados com xilogravuras pouco trabalhadas, que, às vezes, não tinham qualquer relação com o texto. 
A tradição de escrita de chapbooks surgiu no século XVI, assim que os livros impressos tornaram-se acessíveis, difundindo-se durante os séculos XVII e XVIII. Muitos tipos diferentes de literatura efêmera e popular ou folclórica foram publicados em chapbooks, como almanaques, literatura infantil, contos, baladas, cantigas de roda, panfletos, poesia, e folhetos políticos e religiosos.
O termo chapbook para este tipo de literatura foi cunhado no século XIX. O correspondente francês e alemão do termos são bibliothèque bleue e Volksbuch, respectivamente. Na Espanha, eles eram conhecidos como pliegos de cordel.
O termo chapbook também é usado atualmente para referir-se a publicações geralmente curtas e baratas.

## Etimologia
O termo chapbook é atestado primeiramente na língua inglesa em 1824 e parece derivar da palavra chapman, que designava os vendedores ambulantes que vendiam esse tipo de livro. O primeiro elemento da palavra chapman vem, por sua vez, do inglês arcaico cēap (escambo, negócio, transação).

## Remanescências
Por causa de sua natureza efêmera, os chapbooks raramente sobreviveram. Eles foram destinados a compradores sem bibliotecas formais, e, em uma época na qual o papel era caro, foram reutilizados para o acondicionamento ou cozimento de outras coisas. O papel também era frequentemente usado para fins higiênicos e há referências de época que indicam o uso de chapbooks como forragem de traseiro (i.e. papel higiênico). Muitos dos chapbooks sobreviventes vieram da coleção de Samuel Pepys formada entre 1661 e 1688, e estão agora no Magdalene College, em Cambridge. Anthony Wood também reuniu 65 chapbooks (sendo 20 deles publicados antes de 1660), que estão agora na Biblioteca Bodleian. Há também significativas coleções escocesas, tais como as realizadas pela Universidade de Glasgow.

## Produção e distribuição
Londres foi o centro de produção de chapbooks e baladas e, até o Grande Incêndio de Londres, os tipógrafos estavam localizados em torno da Ponte de Londres. No entanto, muitos chapbooks foram impressos em tipografias provinciais, especialmente na Escócia e Newcastle upon Tyne.
Depois de 1696, os mascates ingleses que vendiam chapbooks tiveram que ter licença de venda. Em todo território, 2.500 vendedores foram autorizados, sendo 500 apenas em Londres. Na França, havia 3.500 colportores autorizados por volta de 1848, que vendiam 40 milhões de livros por ano.

## Conteúdo
Os chapbooks foram um importante meio para a divulgação da cultura popular para as pessoas comuns, especialmente nas áreas rurais. Eles eram um meio de entretenimento, de informação e de conhecimento histórico (geralmente não confiável). Em geral, o conteúdo dos chapbooks foi criticado por suas narrativas ingênuas  fortemente carregadas de repetição e que enfatizavam a aventura por meio de relatos anedóticos. No entanto, eles são valorizados como um registro da cultura popular ao preservar artefatos culturais que não sobreviveram em qualquer outra forma.

## Coleções dechapbooks

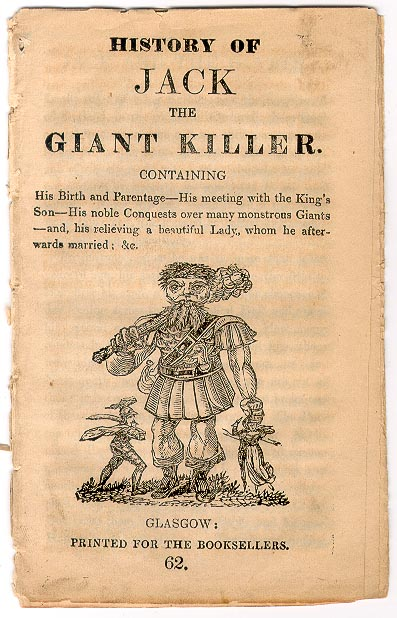
O chapbook, Jack the Giant Killer

- Biblioteca Nacional da Escócia possui uma grande coleção de chapbooks escoceses; cerca de 4.000 de um total estimado de 15.000 publicado. A maioria dos chapbooks escoceses estão catalogados on-line.
- A Biblioteca da Universidade de Glasgow possui mais de 1.000 exemplos em toda a coleção, pesquisáveis on-line através do Catalogo de Chapbooks Escoceses com cerca de 4.000 obras, que abrange a coleção Lauriston Castel, bibliotecas da cidade de Edimburgo e da Universidade de Stirling. A Universidade da Carolina do Sul, com a Coleção G. Ross Roy, está colaborando na investigação para o Catalogo de Chapbooks Escoceses .
- A Biblioteca Bodleian da Universidade de Oxford, tem mais de 30.000 baladas em várias grandes coleções. Os materiais originais impressos vão desde o século XVI até o XX. O projeto Broadside Ballads digitaliza cópias das folhas e baladas disponíveis.
- Sir Frederick Madden Coleção de Baladas, na Cambridge University Library, é possivelmente a maior coleção das prensas londrinas e provinciais entre 1775 e 1850, com guirlandas e volumes irlandeses anteriores ao século XVIII.
- A Lilly Biblioteca da Universidade de Indiana, Coleção Chapbook conta com 1.900 folhetos da Inglaterra, Escócia, Irlanda, França, e Estados Unidos, que faziam parte da coleção Elisabeth W. Ball. Disponibiliza busca on-line.
- Sala Elizabeth de Nesbitt, da Universidade de Pittsburgh, abriga mais de 270 chapbooks impressos na Inglaterra e na América, entre os anos de 1650 e 1850 (alguns chapbooks escocês também estão incluídos). Lista de títulos, informações bibliográficas e imagens digitais de capas de chapbooks.
- Universidade de Rutgers, Coleções Especiais e Arquivos Universitários, abriga a coleção Harry Bischoff Weiss de chapbooks dos séculos XVIII e XIX, ilustrados com impressões catchpenny.
- O John Rylands University Library (JRUL), da Universidade de Manchester[ligação inativa]contém 600 itens no Sharpe Coleção de Chapbooks, formado por Charles Kirkpatrick Sharpe. Estes são do século XIX, impressos na Escócia e Newcastle upon Tyne.
- Literatura de Cordel - Coleção Brasileira de Chapbooks na Biblioteca do Congresso, American Folklife Center, tem uma coleção de mais de 7200 chapbooks  (literatura de cordel). Descendente do trovador medieval e da tradição européia dos chapbooks, a literatura de cordel tem sido publicado no Brasil por mais de um século.
- A Universidade de Guelph Biblioteca, arquivos e Acervos Especiais, tem uma coleção de mais de 550 chapbooks .
- O National Art Library, o Victoria & Albert Museum, de Londres, tem uma coleção de aproximadamente 800 chapbooks, todos catalogados.
- A Universidade McGill Biblioteca tem mais de 900 chapbooks britânicos e americanos publicados nos séculos XVIII e XIX. Os chapbooks foram digitalizados e podem ser lidos on-line.
- Grupo de investigación sobre relaciones de sucesos (siglos XVI-XVIII) en la Península Ibérica. Universidade da Coruña, ESPANHA, Catálogo e Biblioteca Digital de "Relaciones de sucesos" (séculos XVI-XVIII). Banco de dados bibliográfico com mais de  5.000 chapbooks, panfletos, notícias do início da era moderna, etc. Reprodução fac-similar de muitas das cópias: Catálogo y Biblioteca Digital de Relaciones de Sucesos (siglos XVI-XVIII)
- Ball Sate University - Repositório Digital de chapbooks fornece acesso on-line para 173 chapbooks dos séculos XIX e XX.
- Elizabeth de Nesbitt de Quarto da Universidade de Pittsburgh, Pittsburgh, Pensilvânia.
- Uma breve história do folheto.
- Cambridge Biblioteca Digital hospeda um número crescente de fac-símiles digitais de chapbooks espanhóis a partir de coleções da Biblioteca da Universidade de Cambridge e a British Library.
- Coleção digitalizada de folhetos por na Biblioteca Digital Hispánica, Biblioteca Nacional de España.